# Крушельница (село)

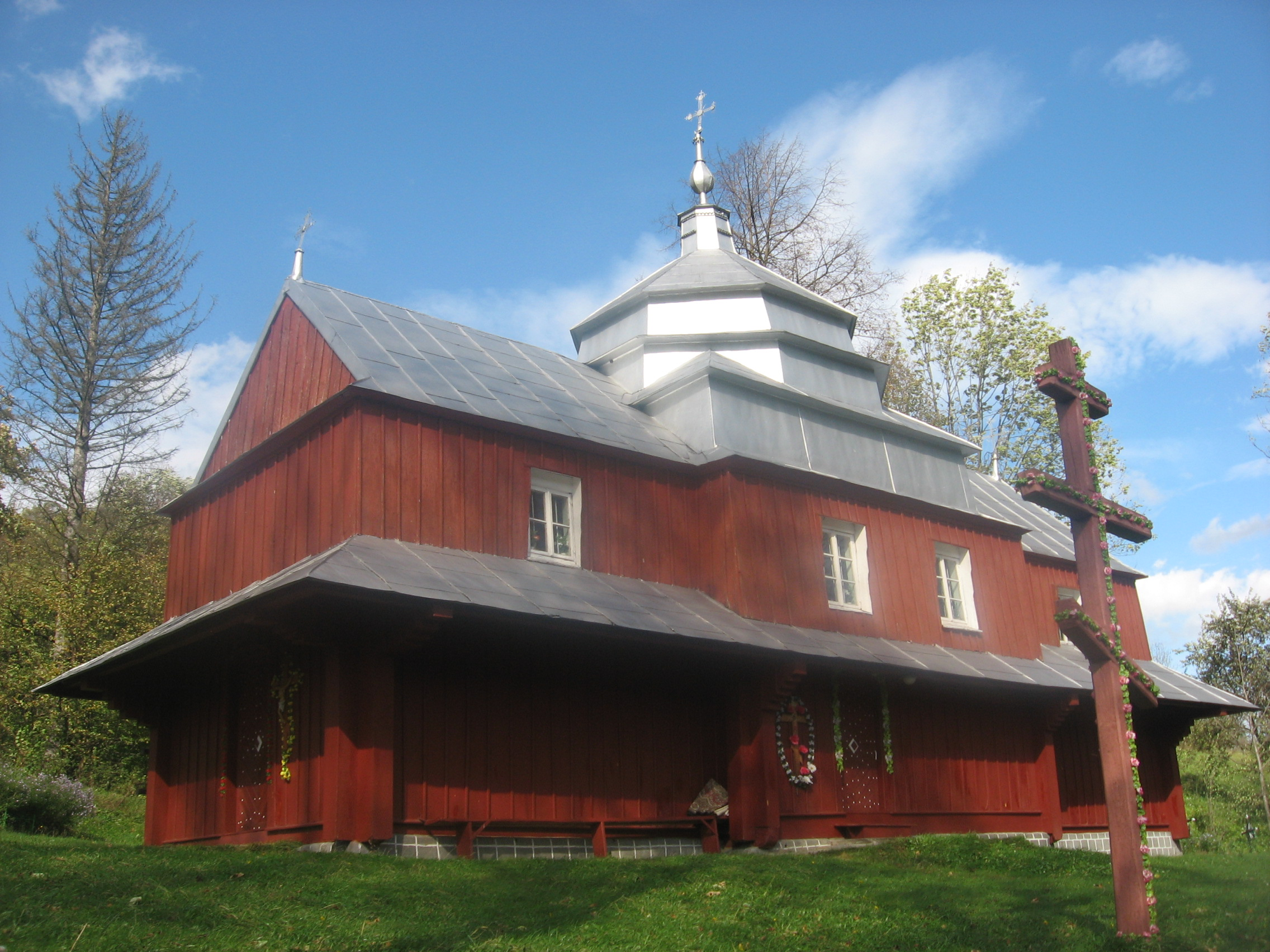
Церковь Святой Троицы

Крушельница (укр. Крушельниця) — село в Сколевской городской общине Стрыйского района Львовской области Украины.
Население по переписи 2001 года составляло 1297 человек. Занимает площадь 2,42 км². Почтовый индекс — 82617. Телефонный код — 3251.
В селе расположены три церкви: Церковь Святого Николая; церковь Святой Троицы; Святой Преч. Девы Марии. Через село протекает река Стрый и маленькая речка Бричка (Крушельница). В селе есть подвесной деревянный мост, который является переходом на Заречье (часть села, которая расположена по правую сторону через р. Стрый, при въезде в село).